# Los Corrientes
Los Corrientes es una banda originaria de Guayaquil, Ecuador. Está conformada por Gerardo "Geraré" Alvarado, Alberto "Beto" Malavé,  María Alejandra "Doña Pepa" Cervantes, José "Pepe" Coveñas, Carlos "Oso" Loor, Alejandro "Otroman" Martínez y Gabriel "Trompeta" Gutiérrez. Se especializan en pop experimental, con matices de rock, cumbia, salsa, entre otros.

## Historia
Los Corrientes comenzó a formarse desde el año 2010, empezando por interpretar sus temas en bares de Guayaquil. Lanzaron su primer álbum "Sexta etapa" en el 2012.
En 2016 lanzaron su segundo álbum, "Sobremesa".

## Influencias
Sus trabajos reflejan la mezcla y fusión de ritmos como el ska, rock, bossa-nova, pop, cumbia, pasillo, reggae y hip-hop. El ritmo tropical está presente en sus trabajos también, por la influencia de la música que se escucha en su ciudad.

## Trabajos discográficos
- "Sexta etapa" (2012)
- "Sobremesa" (2016)

### Sencillos
- "Soy Chiro" - "Sexta etapa"
- "Por Accidente" - "Sexta etapa"
- "Huir" - "Sexta etapa"
- "Salsa para partirte" - "Sexta etapa"
- "Carmencita" - "Sobremesa"[1]
- "Cuando me empieces a odiar" - "Sobremesa"